# 克伊莫雷
克伊莫雷（Kymore），是印度中央邦Katni县的一个城镇。总人口20140（2001年）。

## 人口
该地2001年总人口20140人，其中男性10668人，女性9472人；0—6岁人口2593人，其中男1339人，女1254人；识字率70.36%，其中男性为78.42%，女性为61.28%。